# Haffa
Hakkaku ou Haffa[a] (発覚) é um kata do caratê cuja origem está ligada ao estilo da garça branca e que foi trasmitido pelo mestre Go Kenki. Os movimentos são baseados nos movimentos da garça. Como as técnicas ensinadas por Wu Xiangi foram muito influentes, tais técnicas foram ensinadas por meio de vários katas parecidos.

## Características
É um kata a priori de aspecto simples, até devido ao facto de ser exíguo. As técnicas claramente demonstram sua origem com o estilo do grou, eis que os movimentos das mãos ora fazem memento ao oscilar das asas da garça, ora, do bico. Bem assim também o deslocamento das pernas é muito semelhente ao caminhar da ave.